# نیوکژا
نیوکژا (روسی: Нюкжа) یک رودخانه در سرزمین زابایکالسکی کشور روسیه است.